# Hiunesz Abasawa
Hiunesz Abasawa (biał. Гюнэш Абасава, ros. Гюнешь Абасова, Giuniesz Abasowa, azer. Günəş Abbasova; ur. 2 września 1979 w Baranowiczach) – białoruska piosenkarka pochodzenia azerskiego, wykonawczyni popularnego repertuaru.

## Życiorys
Urodziła się 2 września 1979 roku w Baranowiczach, w obwodzie brzeskim Białoruskiej SRR, ZSRR. Ma pochodzenie azerskie, jednak wychowywała się na Białorusi, w rodzinie, w której matka przekazywała pewne elementy polskiej kultury (np. 12 potraw na Nowy Rok). Występowała w szkolnym chórze jako główna solistka. Jej nauczycielem muzycznym, z pomocą którego rozwijała umiejętności wokalne, był Fiodor Żylak. W 2000 roku rozpoczęła pracę artystki wokalistki w Teatrze Estrady Młodzieżowej w Mińsku. Następnie pracowała w zjednoczeniu państwowym „Biełkancert”, studiu „Sjabry”. Od 2003 roku jest ponownie artystką wokalistką w Teatrze Estrady Młodzieżowej. Uczestniczyła w nagraniu i pokazach programu Radyjo Krambambula 0,33. Uczestniczyła w Międzynarodowym Festiwalu Piosenki „Malwy” (Polska, 2000), Międzynarodowym Konkursie Piosenki Ukraińskiej im. W. Iwasiuka (Czerniowce, Ukraina, 2002), IV Międzynarodowym Festiwalu „Złoty Scyta” (Donieck, Ukraina, 2002), Międzynarodowym Konkursie Muzyki Pop „Discovery” (Warna, Bułgaria, 2003), Międzynarodowym Konkursie Wykonawców Współczesnej Piosenki Estradowej „Morie Druziej” (Jałta, Ukraina, 2003), otwartym konkursie międzynarodowym „Jantarnaja Zwiezda” (Jurmała, Łotwa, 2003), festiwalu „Słowiański Bazar” (Witebsk, Białoruś, 2005).
Hiunesz Abasawa jest laureatką nagrody publiczności w konkursie „Malwy” (2000) i I nagrody Konkursu im. W. Iwasiuka (2002). W 2002 roku otrzymała dyplom i nagrodę publiczności na festiwalu „Zołotyj Skif”. Jest laureatką I nagrody w konkursie „Morie Druziej” (2003), Grand Prix konkursu „Jantarnaja Zwiezda” (2003). W 2003 roku otrzymała dyplom konkursu muzyki współczesnej „Discovery” w Warnie. Jest laureatką I nagrody konkursu młodych wykonawców festiwalu „Słowiański Bazar” (2005), zwyciężczynią International competition of Istanbul songs (Turcja, 2010). W I Konkursie Piosenki Turkwizji w 2013 roku reprezentowała Białoruś, zajmując II miejsce. Wystąpiła na nim z utworem własnego autorstwa w języku tureckim pt. Son hatıralar (pol. Ostatnie wspomnienia).
Hiunesz Abasawa sześciokrotnie uczestniczyła w białoruskich krajowych eliminacjach do Konkursu Piosenki Eurowizji. Po raz pierwszy, w 2004 roku, wystąpiła z utworem Call my name i przeszła do krajowego finału. W 2009 zaprezentowała piosenkę Fantastic girl. W czasie eliminacji w grudniu 2014 roku wystąpiła z utworem pt. I believe in miracle. Każdy z jej występów charakteryzuje się odmiennym wizerunkiem i choreografią.

## Twórczość
Hiunesz Abasawa wykonuje utwory wielu autorów, ale tworzy także własne piosenki. Śpiewa w językach rosyjskim, białoruskim i tureckim. Do jej dyskografii należą:
- Radyjo Krambambula 0,33 FM („West Records”, 2004);
- album CD Hiunesz („Vigma”, 2006).

Abasawa wystąpiła także w teledysku Wriemia proszczat′sia (reż. Uładzimir Maksimkau), 2005).

## Poglądy i oceny
Mimo azerskiego pochodzenia Hiunesz Abasawa zawsze uważała się za piosenkarkę białoruską. Jest mocno związana z muzyką popularną tego kraju. Według Anny Zołotkowej trudno dziś bez niej wyobrazić sobie białoruską scenę.

## Życie prywatne
20 czerwca 2014 roku w Stambule Hiunesz Abasawa wyszła za mąż za tureckiego byłego piłkarza, a potem menedżera piłkarskiego Gökhana Cingöza. Mieszka z nim w Mińsku. Para poznała się przez sieć społecznościową Facebook.